# 9567
Il 9567 era il prefisso di Gibilterra (Regno Unito) usato dall'introduzione dei prefissi internazionali nel 1970 per le chiamate dalla Spagna verso Gibilterra. Non veniva considerata una chiamata internazionale bensì una chiamata nazionale come se Gibilterra si trovasse nella provincia di Cadice (il cui prefisso è 956) seguito dal numero indicativo spagnolo per Gibilterra (7). Alcuni stati inoltre per inoltrare una chiamata a Gibilterra usavano la formula "(+34) 9567" instradando così la telefonata attraverso la Spagna, invece di utilizzare il più diretto +350. Dal 10 febbraio 2007 il prefisso 9567 è stato definitivamente soppresso e ora per chiamare dalla Spagna a Gibilterra è possibile solo comporre il prefisso +350 alla tariffa di una chiamata internazionale e non più come una chiamata locale in Spagna. Questa modifica ai sistemi di instradamento e numerazione è seguita agli accordi di Cordova stipulati tra Gibilterra, Regno Unito e Spagna durante un incontro trilaterale svoltosi nel settembre del 2006. 
Il prefisso originariamente era così composto:
9 = prefisso di teleselezione
5 = codice dell'Andalusia
6 = codice della provincia di Cadice
7 = prima cifra dei numeri urbani di Gibilterra

I prefissi telefonici in Spagna